# برج یوریکا
برج یوریکا، (به انگلیسی: Eureka Tower) آسمان‌خراش ۹۱ طبقه به ارتفاع ۲۹۷ متر، با کاربری مسکونی-تجاری است، که در شهر ملبورن، استرالیا مستقر می‌باشد. پروژه ساخت این ساختمان در سال ۲۰۰۲ آغاز شد و در سال ۲۰۰۶ تکمیل و افتتاح گردید.